# دو جيا
دو جيا (بالصينية: 杜佳) (1 مايو 1993 بتيانجين في الصين - ) هو لاعب كرة قدم صيني في مركز حراسة المرمى. شارك مع منتخب الصين لكرة القدم. أما مع النوادي، فقد لعب مع نادي تيانجين تيدا.

## وصلات خارجية
- دو جيا على موقع قاعدة بيانات كرة القدم.إي يو (الإنجليزية)
- دو جيا على موقع Soccerway.com (الإنجليزية)